# Key to the Highway
Singles de Charlie Segar (en)
Cow Cow Blues/ Boogie Woogie
(1935) Dissatisfied Blues/ Lonesome Graveyard Blues
(1940)
Key to the Highway est un standard du blues enregistré la première fois par le pianiste de blues Charlie Segar (en) en 1940. La chanson a aussi été enregistrée par Jazz Gillum et Big Bill Broonzy en 1940-41, et elle a ensuite été un succès de Little Walter en 1958. Depuis, de nombreux artistes l'ont interprétée notamment Eric Clapton, qui en a enregistré plusieurs versions.

## Distinction
En 2010, la version de Big Bill Broonzy a été introduite par la Blues Foundation au Hall of Fame dans la catégorie Classics of Blues Recordings et, en 2012, elle a reçu un Grammy Hall of Fame Award.

## Reprises
Key to the Highway a été reprise par de nombreux artistes, dont, :
- 1959 : John Lee Hooker sur Burning Hell (1964)
- 1960 : Count Basie avec Joe Williams sur Just the Blues
- 1963 : Sonny Terry & Brownie McGhee sur Blues at Newport (1991)
- 1964 : Mance Lipscomb sur Texas Songster Volume 2 et sur Live at the Cabale (1999)
- 1964 : The Rolling Stones a repris la chanson lors des sessions aux studios Chess à Chicago, mais elle restera inédite. En revanche, un extrait joué par le pianiste Ian Stewart, ancien membre du groupe, apparait à titre posthume en piste cachée dans l'album Dirty Work en 1986.
- 1967 : Eddie Boyd avec Peter Green sur Eddie Boyd and His Blues Band
- 1968 : The Band sur le remaster of Music from Big Pink (2000)
- 1968 : Steve Miller Band sur l'album Children of the Future
- 1970 : Derek and the Dominos sur Layla & Other Assorted Love Songs
- 1971 : Sam Samudio sur Sam, Hard & Heavy
- 1971 : Muddy Waters sur The London Muddy Waters Sessions
- 1973 : Jimmy Witherspoon avec Groove Holmes sur Groovin' and Spoonin'
- 1975 : Junior Wells sur On Tap
- 1977 : Luther Allison sur Love Me Papa
- 1977 : Freddie King sur Getting Ready
- 1981 : Sonny Landreth sur Blues Attack
- 1982 : John Hammond sur Frogs for Snakes
- 1987 : Snooky Pryor sur Snooky
- 1991 : Carey Bell & Lurrie Bell sur Second Nature
- 1993 : Buddy Guy et Junior Wells sur Last Time Around-Live at Legends
- 1999 : Jo-Ann Kelly sur Key to the Highway
- 2000 : Eric Clapton et B. B. King sur Riding with the King
- 2001 : Detroit Junior sur Live at the Toledo Museum of Art (publié en 2004)
- 2003 : B. B. King dans le documentaire La Route de Memphis (The Road to Memphis)
- 2006 : Derek Trucks Band sur Songlines Live! (DVD)
- 2024 : Slash sur Orgy of the Damned (en) (album de blues)